# گلوریا فلورس
گلوریا فلورس (انگلیسی: Gloria Florez؛ زادهٔ) فعال حقوق بشر اهل کلمبیا است.
وی همچنین برندهٔ جوایزی همچون جایزه حقوق بشر جان اف کندی شده‌است.